# آلي (فرقة)
آلي (ALI) هي فرقة فانك/هيب هوب متعددة الجنسيات نُشأت في شيبويا، طوكيو في اليابان.

## الأعضاء
الأعضاء الحاليون
- ليو إيمامورا (غناء؛ 2016-حالياً)
- كاهاديو (طبل؛ 2016-حالياً)
- لوثفي ريزكي كوسوماه (جيتار بيس؛ 2016-حالياً)
- ألكساندر تايو فيديل (آلات إيقاعية؛ 2016-حالياً)
- جين إينوي (لوحة مفاتيح؛ 2016-حالياً)
- يو هاغيوارا (ساكسفون؛ 2016-حالياً)
- سيزار آييتشيرو (جيتار؛ 2020-حالياً)

الأعضاء السابقون
- جوا (راب؛ 2016-2020)
- زيرو (جيتار؛ 2016-2020)

## ديسكوغرافيا

### ألبومات
- ALI
- LOVE, MUSIC AND DANCE

### أغاني منفردة
- Wild Side (شارة البداية للموسم الأول من مسلسل أنمي بيستارز)
- LOST IN PARADISE feat.AKLO (شارة النهاية الأولى لمسلسل أنمي جوجوتسو كايسن)
- TEENAGE CITY RIOT (شارة البداية لمسلسل أنمي ذا وورلد إندز ويث يو: ذي أنيميشن)